# بخش اورنگ‌آباد، مهاراشترا
بخش اورنگ‌آباد (انگلیسی: Aurangabad district) از بخش‌های ایالت مهاراشترا در هند است.